# Olinda Nova do Maranhão
Olinda Nova do Maranhão è un comune del Brasile nello Stato del Maranhão, parte della mesoregione del Norte Maranhense e della microregione della Baixada Maranhense.